# Vista Alegre (Neuquén)
Vista Alegre es un municipio de segunda categoría del departamento Confluencia en la provincia del Neuquén, Argentina. 
Está situado en extremo norte del valle inferior de la margen derecha (oeste) del río Neuquén, unos 10 km al noroeste de la ciudad de Centenario y frente al municipio rionegrino de Contralmirante Cordero. El ejido municipal tiene 10 000 ha.

## Población
Según el censo de 2001 había 2857 habitantes en todo el municipio. Mientras que para el censo 2010 se conoció una población de 3178, lo que representó un leve incremento. La población se compuso de 1632 varones y 1546 mujeres, lo que arrojó un índice de masculinidad del 105.56 %. En tanto, las viviendas pasaron de a ser 921 a 1068.
Según el censo 2022 se conoció una población dentro del municipio de 4277 habitantes y 1794 viviendas.
| Gráfica de evolución demográfica de Aluminé entre 1991 y 2022 |
|                                                               |
| Fuente: censos nacionales del INDEC                           |

### Barrios
El municipio se caracteriza por no tener una aglomeración principal que concentre casi toda la población. Está formado por una cantidad de aglomeraciones dispersas. Las más antiguas e importantes son:
- Vista Alegre Norte, cercana al dique Ing. Ballester.
- Vista Alegre Sur, distante unos 5 km hacia el SE de la anterior.[4]

Otros barrios son:  
- Costa de Reyes - Costa Verde, ubicados al SE de V.A. Sur, contra la costa del río. Un barrio de disposición lineal con una longitud de 2 km.[5][6]
- Ruca Luhe, en la zona de la meseta cerca del km 0 de la ruta 51.[7]

La tabla siguiente resume la población de los distintos barrios según los censos de 1991 y 2001 y la proporción de cada una con respecto a la total del municipio.
| Barrio               | Año 1991  | Año 1991   | Año 2001  | Año 2001   | Tasa de crecimiento anual |
| Barrio               | Población | Proporción | Población | Proporción | Tasa de crecimiento anual |
| Vista Alegre Norte   | 784       |            | 817       | 29 %       | 0,4 %                     |
| Vista Alegre Sur (1) | 1001      |            | 1204      | 42 %       | 1,8 %                     |
| Rural dispersa       |           |            | 836       | 29 %       | 0                         |
| Total                |           |            | 2857      | 100 %      |                           |

(1)Incluye Costa de Reyes

## Vías de comunicación
La principal vía de comunicación es la ruta provincial n.º 7 que la vincula con Centenario y la ciudad de Neuquén. El primer tramo de esta ruta termina en el dique Ingeniero Ballester que vincula con el municipio de Contralmirante Cordero y con la ruta nacional 151 y a través de ella con Cinco Saltos y Catriel. El camino sobre el dique es de una sola trocha, por lo que la circulación en uno y otro sentido es controlada por la policía.  
La ruta provincial 51 nace en la citada ruta 7 en el ejido del municipio, sube a la meseta y su traza es paralela a la margen derecha (oeste) del río Neuquén. Vincula con la zona del dique El Chañar y, a través de este, con la zona rural de la localidad del San Patricio del Chañar, el Complejo Hidroeléctrico Cerros Colorados y la localidad de Mari Menuco.

## Medios de transporte
La empresa de transporte de pasajeros Pehuenche une los barrios del municipio entre sí y con las localidades de Centenario y Neuquén.

## Fiestas
- Fiesta del Dique y del Acampante: anualmente en febrero.
- Fiesta de la Primavera y la Familia: anualmente en septiembre.

## Parroquias de la Iglesia católica en Vista Alegre
| Diócesis  | Neuquén           |
| --------- | ----------------- |
| Parroquia | María Auxiliadora |